# Renaissance colombienne
Renaissance colombienne (en espagnol : Colombia Renaciente) est un parti politique colombien créé après l'admission du Conseil communautaire ancestral des communautés noires Playa Renaciente au Congrès lors des élections législatives de 2018. Il est dirigé par John Arley Murillo et un groupe d'anciens ministres du gouvernement de Juan Manuel Santos,.
En tant que parti, ils défendent le processus de paix dans le pays mené pendant le gouvernement de Juan Manuel Santos.
Pour l'élection présidentielle de 2022, il rejoint d'abord la coalition Centre pour l'espoir dirigée par l'ancien ministre des Mines, Luis Gilberto Murillo. Néanmoins, il se retire peu de temps après. Pourtant, le parti reste à l'intérieur pour les élections législatives, dont la liste est dirigée par l'Alliance verte.